# Rudolf Fabry
Rudolf Fabry (Budmerice, 8 febbraio 1915 – Bratislava, 11 febbraio 1982) è stato un poeta, scrittore e giornalista slovacco, esponente del surrealismo.

## Biografia
Era figlio di un meccanico, frequentò le scuole a Trnava e all'Università Tecnica Ceca di Praga, dove studiò disegno e geografia. Dopo il 1938 ritornò in Slovacchia e si stabilì a Bratislava. Dal 1939 al 1945 lavorò come impiegato, dal 1945 al 1946 all'azienda cinematografica statale cecoslovacca, dopo il 1946 al Ministero dell'informazione. Negli anni successivi cambiò impiego quasi ogni anno: dal 1947 al 1948 fu redattore al quotidiano Práca, dal 1948 al 1950 fu caporedattore del giornale Nedeľa, dal 1950 al 1956 caporedattore del giornale Život, dal 1956 al 1957 ricoprì la stessa mansione al settimanale Svet socializmu, dal 1957 al 1958 al giornale Film a divadlo e infine dal 1958 al 1960 al settimanale Kultúrny život. Dal 1960 al 1965 si dedicò esclusivamente alla letteratura, ma dal 1966 al 1968 tornò ad essere impiegato al Centro slovacco di cultura libraria. Riprese la carriera giornalistica nel 1969 e fino al 1971 fu caporedattore del giornale Expres, poi dal 1973 al 1975 della rivista artistica Výtvarný život. Nel 1975 andò in pensione.

## Attività
Gli inizi della sua attività poetica risalgono al periodo della scuola superiore, pubblicò infatti la sua prima poesia nel 1933 sul giornale studentesco Svojeť, ma contribuì anche al giornale Postup. La prima sua raccolta di poesie uscì solo due anni dopo, nel 1935 e porta forti segni del surrealismo. Oltre alla poesia scrisse prosa di argomento militare, reportage e racconti di viaggio, come Salaim aleikum – Rozprávanie o starom a novom Egypte ("Salaim aleikum. Resoconti dell'antico e del nuovo Egitto"). Scrisse anche libretti d'opera, sceneggiature e recensioni di film e collaborò a cataloghi di mostre e libri d'arte, occasionalmente si dedicò anche alle traduzioni.
Si dedicò anche all'arte figurativa, creò collage e fu attivo come grafico editoriale, in particolare curò le illustrazioni delle copertine di autori suoi contemporanei, fra cui Valentín Beniak, Rudolf Dilong, Vladimír Reisel, Janko Silan.

## Opere

### Poesia
- 1935 – Uťaté ruky, raccolta di poesie (Aligátor, Bratislava, Zväzok I.)
- 1938 – Vodné hodiny hodiny piesočné, raccolta di poesie (Aligátor, Bratislava, Zväzok III.)
- 1946 – Ja je niekto iný ("Io è qualcun altro"), ciclo (Zenit, Bratislava)
- 1953 – Kytice tomuto životu, raccolta di poesie
- 1964 – Každý sa raz vráti, raccolta di poesie
- 1969 – Nad hniezdami smrti vánok, raccolta di poesie
- 1972 – Pozvanie nebies. Poéma o kozmonautoch ("L'invito dei cieli. Poema sui cosmonauti"), poema
- 1973 – Skala nekamená bralo neskalnaté, raccolta di poesie
- 1976 – Pieseň revolúcie ("Canto della rivoluzione"), poema lirico
- 1977 – Na štít ruža krváca ("Sulla punta della rosa insanguinata")
- 1978 – Metamorfózy metafor ("Metamorfosi delle metafore"), raccolta di poesie

### Prosa
- 1956 – Perom chváľ, perom páľ, libretto di feuilleton e reportage
- 1958 – Salaim aleikum – Rozprávanie o starom a novom Egypte ("Salaim aleikum. Resoconti dell'antico e del nuovo Egitto"), racconto di viaggio
- 1962 – Stará dobrá loď ("La buona vecchia nave"), racconto di viaggio
- 1971 – Stretnutie pod sakurami. Reportáže z EXPO ’70 a z Japonska ("Incontri sotto i ciliegi. Reportage da EXPO '70 e dal Giappone")
- 1978 – Tak chutí svet ("Il gusto del mondo"), raccolta di vecchi reportage
- 1978 – Takým zvony nezvonia, soggetto di un racconto

### Opere per ragazzi
- 1950 – Kresby z malej dlane a veršíky na ne, raccolta di poesie

### Pubblicazioni illustrate
- 1950 – Národný umelec Ferdiš Kostka ("L'artista nazionale Ferdiš Kostka")
- 1962 – Ignác Bizmayer
- 1964 – SNP prameň hrdinstva a sily ("L'Insurrezione nazionale slovacca sorgente di eroismo e di forza")
- 1966 – Bratislava mesto naše ("Bratislava la nostra città")
- 1968 – Myjava našej jari ("Myjava della nostra primavera")
- 1969 – Dunaj ("Il Danubio")

### Scritti scelti
- 1972 – Odvíjanie času
- 1973 – V štyroch krajinách ticha
- 1980 – Piesne po sne

### Selezione dalle opere
- 1974 – Slnovraty ("I girasoli")

### Drammi radiofonici
- 1972 – Ranní učitelia ("Insegnanti mattinieri")
- 1973 – Deň bryndzových halušiek ("Il giorno dei bryndzové halušky")
- 1974 – Po svoju mŕtvolu do Indie ("In India lungo il suo cadavere")
- 1974 – Nezábudky v noci nehovoria ("I nontiscordardimé di notte non parlano"), dramma radiofonico per la radio ungherese (trasmessa con il titolo Balada o láske a vojne, "Ballata d'amore e di guerra")